# Liste des guerres du Monténégro
Cette liste regroupe les guerres et conflits ayant vu la participation du Monténégro. Voici une légende facilitant la lecture de l'issue des guerres ci-dessous :
- Victoire monténégrine
- Défaite monténégrine
- Autre résultat (par exemple un traité ou une paix sans un résultat clair, un statu quo ante bellum, un résultat inconnu ou indécis)
- Conflit en cours

## Royaume du Monténégro
| Début          | Fin              | Nom du conflit                              | Belligérants | Belligérants                                                                                        | Lieu                                                                            | Issue |
| Début          | Fin              | Nom du conflit                              | Alliés (y compris le Monténégro) | Ennemis                                                                                             | Lieu                                                                            | Issue |
| -------------- | ---------------- | ------------------------------------------- | --- | --------------------------------------------------------------------------------------------------- | ------------------------------------------------------------------------------- | --- |
| 8 octobre 1912 | 30 mai 1913      | Première Guerre balkanique                  | Ligue balkanique : Royaume de Bulgarie Royaume de Serbie Royaume de Grèce Royaume du Monténégro | Empire ottoman                                                                                      | Balkans                                                                         | Victoire de la Ligue balkanique Traité de Londres (1913) |
| 16 juin 1913   | 18 juillet 1913  | Deuxième Guerre balkanique                  | Royaume de Roumanie Royaume de Serbie Royaume de Grèce Royaume du Monténégro Empire ottoman | Royaume de Bulgarie                                                                                 | Balkans                                                                         | Victoire de la coalition Traité de Bucarest (1913) |
| 4 août 1914    | 11 novembre 1918 | Première Guerre mondiale (La Grande Guerre) | Triple-Entente : France Royaume-Uni de Grande-Bretagne et d'Irlande Royaume de Serbie Royaume de Belgique Empire du Japon Royaume du Monténégro Empire russe (jusqu'en 1917) Royaume d'Italie (depuis mai 1915) Portugal (depuis mars 1916) Royaume de Roumanie (depuis 1916) États-Unis (depuis avril 1917) Cuba (depuis avril 1917) Bolivie (depuis avril 1917) Royaume de Grèce (depuis juillet 1917) Siam (depuis juillet 1917) Liberia (depuis août 1917) République de Chine (depuis août 1917) Pérou (depuis octobre 1917) Uruguay (depuis octobre 1917) Brésil (depuis octobre 1917) Équateur (depuis décembre 1917) Panama (depuis décembre 1917) Guatemala (depuis avril 1918) Nicaragua (depuis mai 1918) Costa Rica (depuis mai 1918) Haïti (depuis juillet 1918) Honduras (depuis juillet 1918) | Triple-Alliance : Empire allemand Autriche-Hongrie Empire ottoman Royaume de Bulgarie (depuis 1915) | Europe, Afrique, Moyen-Orient, Chine, Océanie Océan Pacifique, Océan Atlantique | Victoire de la Triple-Entente Traité de Brest-Litovsk Traité de Versailles Traité de Saint-Germain-en-Laye Traité de Neuilly Traité de Trianon Traité de Sèvres |